# Денисенко Леонід Дмитрович
Леоні́д Дми́трович Денисе́нко  (англ. Leonid Denysenko; нар. 25 липня 1926, Варшава — 2020, Сідней) — український графік, художник, викладач мистецтва, винахідник-новатор графічної техніки «літерографія». Мешкав на околиці Сіднея (Австралія).

## Біографія
Леонід Дмитрович Денисенко народився 25 липня 1926 року у Варшаві від батьків-політичних емігрантів: Дмитра Денисенка-Зубченка — майора Армії УНР, та Ніни — балетмейстрині, інструкторки школи Василя Авраменка. Брат: Юрій Денисенко, архітектор.

## Перші кроки
Перші кроки українознавства Леонід Денисенко здобув в Рідній Школі у Варшаві від своєї учительки та близької приятельки родини — Олени Теліги.
Як студент Православної Духовної Семінарії Митрополита Діонісія у Варшаві, Леонід Денисенко полюбив іконопис.

## Творчість

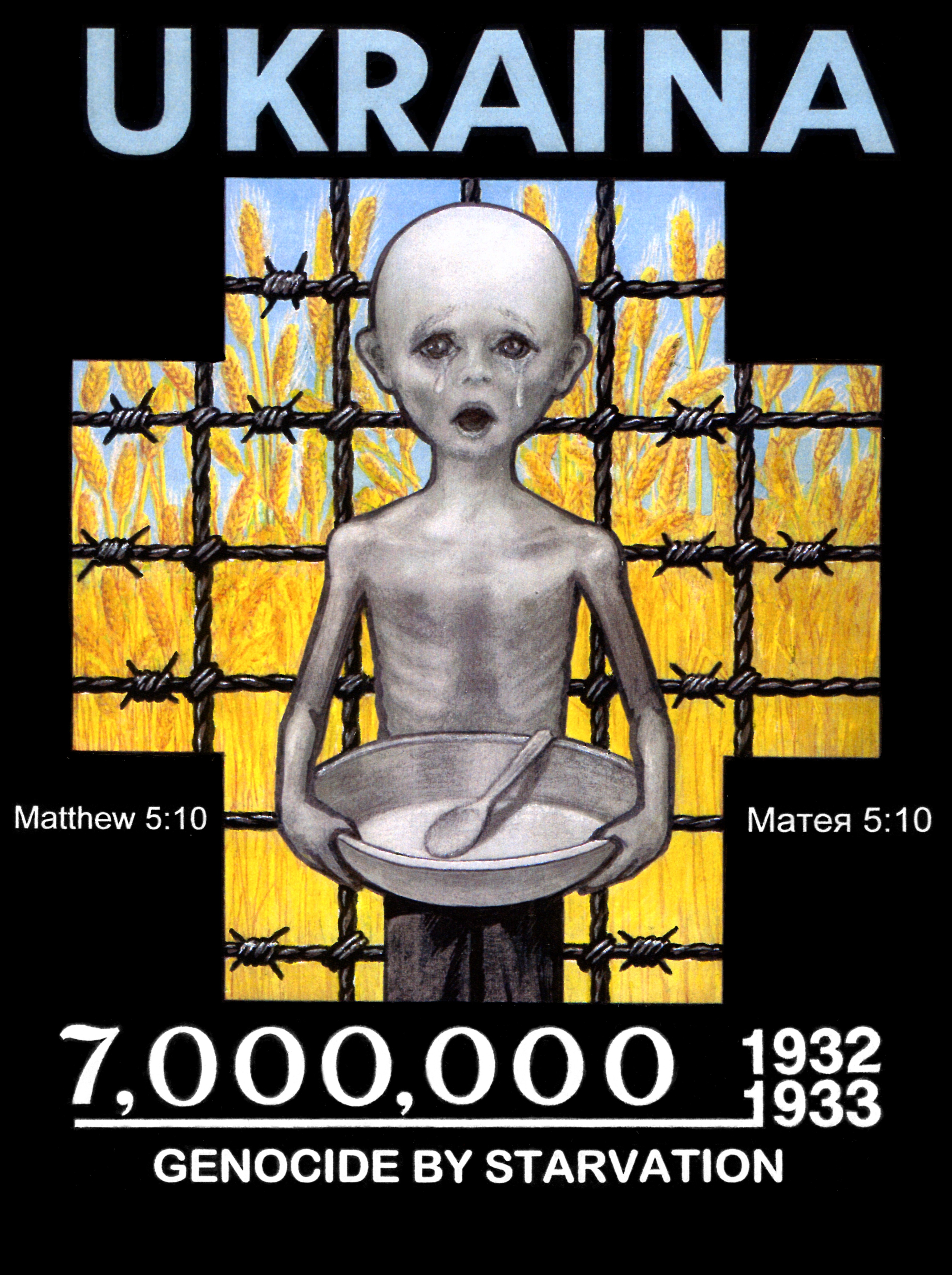
Афіша — Голодомор, Леонід Денисенко, 2008

В українськім мистецькім світі Леонід Денисенко відомий своїми численними графічними працями: книжковою графікою, як — обкладинками та ілюстраціями, карикатурами, екслібрісами, заголовками часописів, оформленням фільмів, сцен, серіями святочних карток і календарів тощо.
Під час перебування в Німеччині, оформив три іконостаси для українських православних церков. В Австралії оформив іконостаси для грецьких і сербських православних церков, та української греко-католицької церкви. Автор мозаїки на фасадах Українського Православного Центру у Канберрі (1988).
В 1972 році розробив власну графічну техніку «літерографія» — нова образотворча форма побудована виключно літерами, словами, чи реченнями, згідно з темою картини. Її найкращим зразком є його ікона Ісуса Христа, де 79 мовами світу вжито фразу «Бог — це Любов» (англ. "God is Love").
Крім мистецької, Леонід Денисенко здобув також педагогічну професію, в якій 8 років працював учителем австралійських середніх шкіл, а також викладав малярство і графіку. Працював ілюстратором книжок в державному департаменті Технічної і Вищої Освіти (TAFE) в Сіднеї.
Член Спілки українських образотворчих митців Австралії.